# Owen Murton Wales
Owen Murton Wales, britanski general, * 1895, † 1969.